# Gabino Vázquez, San Pedro
Gabino Vázquez är en ort i Mexiko.   Den ligger i kommunen San Pedro och delstaten Coahuila, i den centrala delen av landet, 800 km nordväst om huvudstaden Mexico City. Gabino Vázquez ligger 1 104 meter över havet och antalet invånare är 185.
Terrängen runt Gabino Vázquez är mycket platt. Runt Gabino Vázquez är det glesbefolkat, med 9 invånare per kvadratkilometer. Närmaste större samhälle är Concordia, 13,8 km sydost om Gabino Vázquez. Omgivningarna runt Gabino Vázquez är i huvudsak ett öppet busklandskap.